# Direito à revolução
Na filosofia política, o direito à revolução (ou direito de rebelião) é o direito ou dever de um povo de "alterar ou abolir" um governo que atue contra os seus interesses comuns ou ameace a segurança do povo sem causa justificável. Afirmada ao longo da história, de uma forma ou de outra, a crença neste direito tem sido usada para justificar várias revoluções, incluindo a Revolução Americana, a Revolução Francesa, a Revolução Russa e a Revolução Iraniana.

## História

### Antiguidade

#### China Antiga
Para justificar a derrubada da antiga Dinastia Shang, os reis da Dinastia Zhou (1122-256 a.C.) da China promulgaram o conceito conhecido como Mandato do Céu, de que o Céu abençoaria a autoridade de um governante justo, mas ficaria descontente e retirar o seu mandato a um governante despótico. O Mandato do Céu seria então transferido para aqueles que governariam melhor. Os historiadores chineses interpretaram uma revolta bem-sucedida como evidência de que o Mandato do Céu havia sido transmitido. Ao longo da história chinesa, os rebeldes que se opuseram à dinastia governante alegaram que o Mandato do Céu havia sido aprovado, dando-lhes o direito à revolta. As dinastias governantes muitas vezes ficavam incomodadas com isso, e os escritos do filósofo confucionista Mêncio (372-289 aC) eram frequentemente suprimidos por declarar que o povo tinha o direito de derrubar um governante que não atendesse às suas necessidades.[carece de fontes?]

#### Roma Antiga

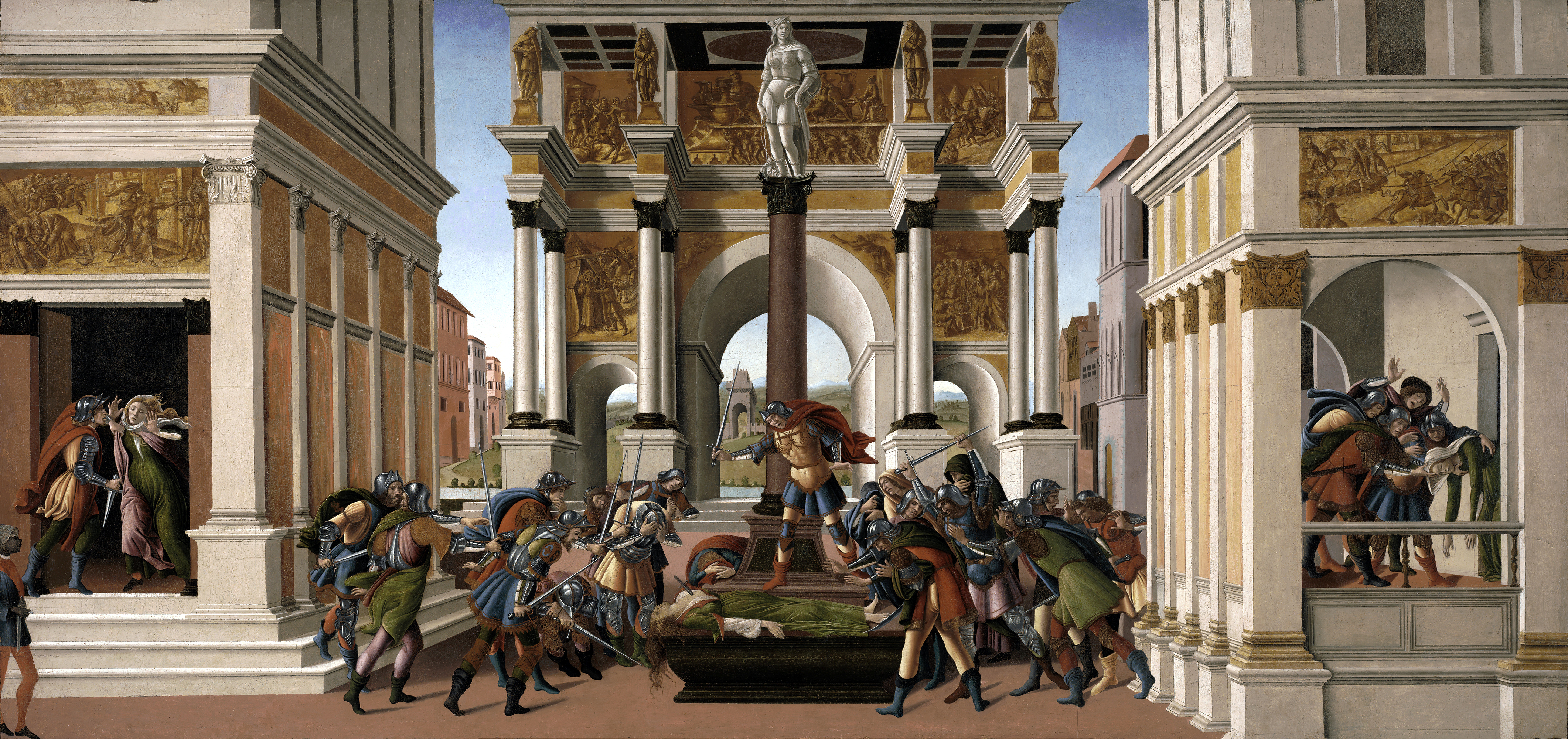
A República Romana foi estabelecida após a derrubada da monarquia romana.

O líder populista Tibério Graco tentou justificar a privação de poder do tribuno Marco Otávio argumentando que um tribuno "está privado de honras e imunidades por seu próprio ato, pela negligência do dever pelo qual a honra lhe foi concedida". Para Graco, aquele “que ataca o poder do povo não é mais tribuno”. Ele reforçou seu argumento destacando o precedente da derrubada de Tarquínio, o Orgulhoso, "quando ele agiu injustamente; e pelo crime de um único homem, o antigo governo sob o qual Roma foi construída foi abolido para sempre". Como observa o historiador Edward Gibbon, após a derrubada de Tarquínio, "o ambicioso romano que ousasse assumir seu título ou imitar a tirania [de Tarquin] era devotado aos deuses infernais: cada um de seus concidadãos estava armado com a espada da justiça; e o O ato de Brutus, por mais repugnante que fosse à gratidão ou à prudência, já havia sido santificado pelo julgamento de seu país.”
Após a morte de Augusto, o soldado Percênio fomentou um motim nas legiões da Panônia. Acreditando que tinham o direito de se rebelarem violentamente para obterem melhor tratamento e maior valorização do Estado, ele perguntou retoricamente aos soldados rasos por que se submetiam aos centuriões, enquanto a vida militar implicava salários tão baixos e tantos anos de serviço. Muitos soldados compartilharam seus sentimentos. Segundo o historiador Tácito, “a multidão aplaudiu por vários motivos, alguns apontando para as marcas do chicote, outros para seus cabelos grisalhos e a maioria deles para suas roupas puídas e membros nus”.
O pretoriano Subrius Flavus justificou seu direito de revolução contra o imperador Nero alegando que os crimes de Nero significavam que ele não merecia mais o amor do povo: "Comecei a odiar você quando você se tornou o assassino de sua mãe e de sua esposa, um cocheiro, um ator e um incendiário." Em 285 d.C., Maximiano reprimiu uma rebelião de camponeses gauleses que resistiam violentamente à exploração por parte dos seus senhores. Estes lutaram pelos seus direitos naturais contra as condições miseráveis em que foram colocados. Gibbon diz que eles "afirmaram os direitos naturais dos homens, mas afirmaram esses direitos com a mais selvagem crueldade".

#### Europa Medieval

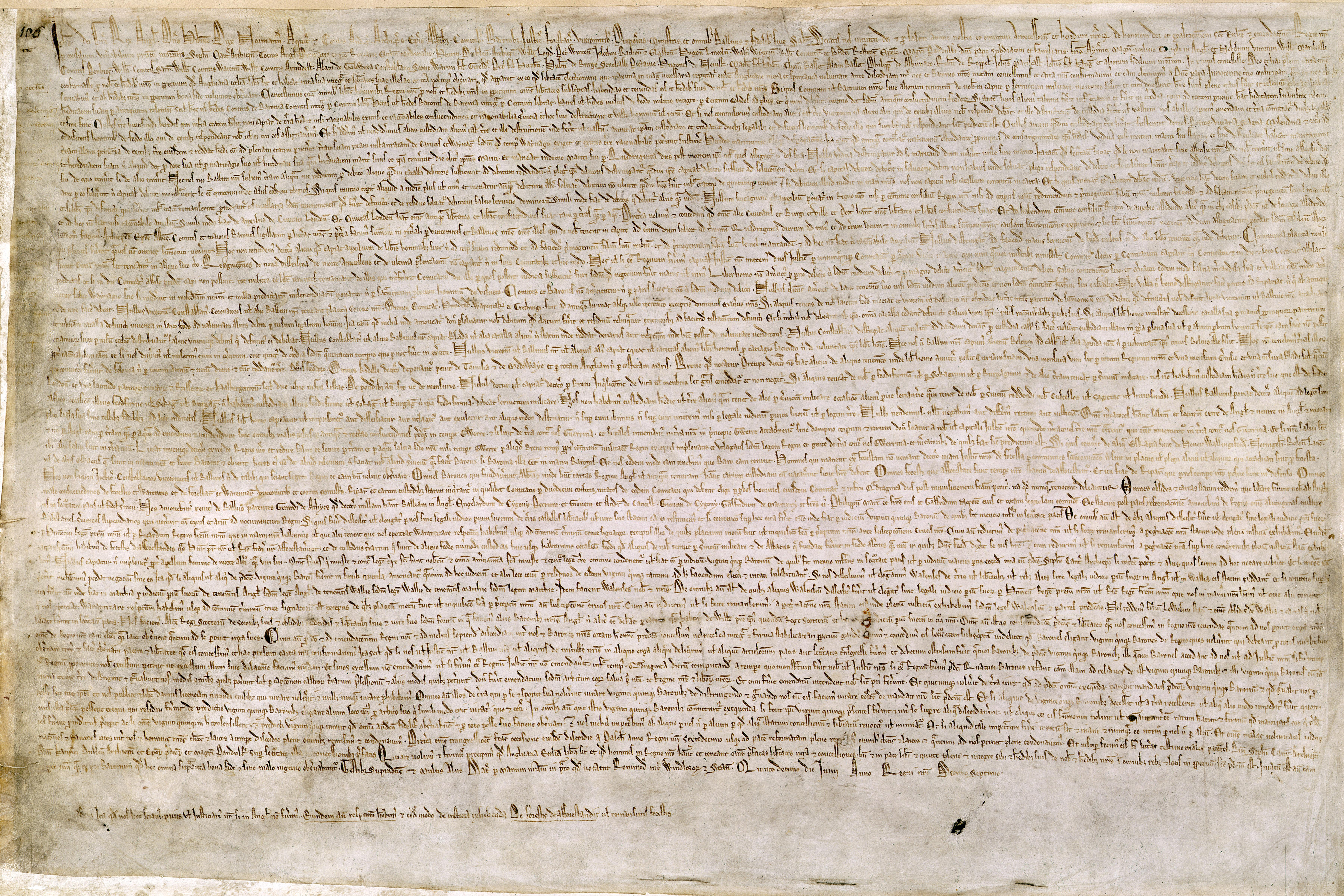
A Carta Magna marca uma das primeiras tentativas de limitar a autoridade de um soberano e é vista como um símbolo do Estado de Direito.

Um exemplo do surgimento de um direito de revolução remonta a Þorgnýr, o Orador da Lei, que em 1018 teve um confronto dramático com o Rei da Suécia. O legislador afirmou que o rei da Suécia era responsável perante o povo e seria deposto por ele se continuasse com a sua guerra impopular com a Noruega. Outro exemplo é a Magna Carta, uma carta inglesa emitida em 1215, que exigia que o rei renunciasse a certos direitos e aceitasse que a sua vontade pudesse ser vinculada pela lei. Incluía uma "cláusula de segurança" que dava a um comitê de barões o direito de anular a vontade do rei por meio da força, se necessário. A Carta Magna influenciou diretamente o desenvolvimento da democracia parlamentar e de muitos documentos constitucionais, como a Constituição dos Estados Unidos.  A Bula de Ouro de 1222 foi uma bula de ouro, ou édito, emitida pelo rei André II da Hungria. A lei estabeleceu os direitos dos nobres da Hungria, incluindo o direito de desobedecer ao rei quando este agiu contrariamente à lei (jus resistendi). A Bula de Ouro é frequentemente comparada à Magna Carta; a Bula foi o primeiro documento constitucional da nação da Hungria, enquanto a Magna Carta foi a primeira carta constitucional da nação da Inglaterra.[carece de fontes?]
Tomás de Aquino também escreve sobre o direito de resistir à tirania na Summa Theologica. Ele considera que uma lei não é uma lei, mas um ato de violência, se contradizer o bem humano ou divino, estender demais o poder do legislador ou prejudicar de forma desigual diferentes partes da sociedade.  Para Tomás de Aquino, derrubar um tirano não torna a população sediciosa. Em vez disso, a tirania dos tiranos significa que eles cometem “sedição”, pelo que Tomás de Aquino significa perturbação daqueles que trabalham juntos legalmente para o bem da multidão:

Na verdade, é o tirano que é culpado de sedição, uma vez que encoraja a discórdia e a sedição entre seus súditos, para que possa governá-los com mais segurança; pois isso é tirania, visto que é ordenado ao bem privado do governante e ao prejuízo da multidão. 
Nicole Oresme, no seu "Livre de Politiques", negou categoricamente qualquer direito de resistência. João de Salisbury defendeu o assassinato revolucionário direto de governantes tirânicos antiéticos em seu Policraticus.[carece de fontes?]

#### Europa moderna
As noções teológicas do direito à revolução foram elaboradas no início do período moderno. Os jesuítas, especialmente Roberto Belarmino e Juan de Mariana, eram amplamente conhecidos e muitas vezes temidos por defenderem a resistência à tirania e muitas vezes ao tiranicídio – uma das implicações do enfoque do direito natural da Escola de Salamanca. João Calvino acreditava em algo semelhante. Num comentário ao livro de Daniel, observou que os monarcas contemporâneos fingem reinar "pela graça de Deus", mas a pretensão era "uma mera fraude" para que pudessem "reinar sem controle". Ele acreditava que “os príncipes terrestres se depõem enquanto se levantam contra Deus”, então “cabe-nos cuspir em suas cabeças do que obedecê-los”. Quando os cidadãos comuns são confrontados com a tirania, escreveu ele, os cidadãos comuns têm de sofrê-la. Mas os magistrados têm o dever de "reprimir a tirania dos reis", como fizeram os Tribunos da Plebe na Roma antiga, os Éforos em Esparta e os Demarchs na antiga Atenas. O fato de Calvino poder apoiar o direito de resistência em teoria não significava que ele considerasse tal resistência prudente em todas as circunstâncias. Pelo menos publicamente, ele discordou do apelo do calvinista escocês John Knox à revolução contra a rainha católica Maria I Tudor da Inglaterra.
A Igreja Católica partilhava as preocupações prudenciais de Calvino – o Papa condenou a Conspiração da Pólvora de Guy Fawkes e a bula Regnans in Excelsis foi amplamente considerada um erro. Em vez disso, o curso de ação mais seguro para o povo era suportar a tirania enquanto esta pudesse ser suportada, em vez de correr os riscos maiores de uma revolução armada. O direito à revolução foi exposto pelos Monarcomachs no contexto das Guerras Religiosas Francesas e pelos pensadores huguenotes que legitimaram os tiranicídios. No último capítulo de O Príncipe, Nicolau Maquiavel exorta a família Médici a iniciar uma insurreição violenta "para libertar a Itália dos bárbaros". Ele explica por que as circunstâncias contemporâneas justificam o direito de revolução dos Medici: "A Itália, deixada sem vida, espera por aquele que ainda curará suas feridas e porá fim à devastação e pilhagem da Lombardia, à fraude e à tributação do reino e da Toscana, e limpará aquelas feridas que por muito tempo infeccionaram. Vê-se como ela implora a Deus que envie alguém que a livre desses erros e insolências bárbaras. Vê-se também que ela está pronta e disposta a seguir uma bandeira, desde que alguém a levante."

### Perspectivas filosóficas

#### John Locke
Talvez nenhum outro grande filósofo tenha escrito tanto sobre o direito à revolução como o pensador iluminista John Locke. Ele desenvolveu o conceito em seus Dois Tratados de Governo, especialmente nos dois últimos capítulos, "Da Tirania" e "Da Dissolução do Governo". A direita constituiu uma parte importante de sua teoria do contrato social, na qual ele definiu a base das relações sociais. Locke disse que, segundo a lei natural, todas as pessoas têm direito à vida, à liberdade e à propriedade privada; sob o contrato social, o povo poderia instigar uma revolução contra o governo quando este agisse contra os interesses dos cidadãos, para substituir o governo por outro que servisse os interesses dos cidadãos. Em alguns casos, Locke via a revolução como uma obrigação. Para ele, o direito à revolução funcionava como uma salvaguarda contra a tirania. Locke defendeu o direito à revolução em Dois Tratados de Governo desta forma:

Sempre que os “Legisladores se esforçam para tirar e destruir a propriedade do povo”, ou para reduzi-lo à escravidão sob o poder arbitrário, eles se colocam em estado de guerra com o povo, que é então absolvido de qualquer obediência adicional  e são deixados ao Refúgio comum, que Deus providenciou para todos os Homens, contra a Força e a Violência. Sempre que, portanto, o Legislativo transgredir esta Regra fundamental da Sociedade; e seja por Ambição, Medo, Insensatez ou Corrupção, “esforçar-se para dominar” a si mesmo, “ou colocar nas mãos de qualquer outro um Poder Absoluto” sobre as Vidas, Liberdades e Propriedades do Povo; Com esta quebra de confiança “eles perdem o Poder”, que o Povo colocou nas suas mãos, para fins bastante contrários, e isso cabe ao Povo, que tem o Direito de retomar a sua Liberdade original.
Para Locke, estes governos desfizeram-se ao colocarem-se no caminho do direito dos cidadãos à propriedade. Ele acreditava que “os governos se dissolvem” quando “se esforçam para invadir a propriedade do súdito”, pois é direito do povo “escolher e autorizar um legislativo” e instituições acompanhantes que atuem “como guardas e cercas das propriedades de toda a sociedade". Em outros escritos, ele usou a analogia de um ladrão para explicar por que a violação tirânica da propriedade resulta em leis injustas: "Se um ladrão invadir minha casa e, com uma adaga na garganta, me obrigar a selar escrituras para transmitir minha propriedade a ele, isso lhe daria algum título? Exatamente esse título por sua espada tem um conquistador injusto que me força à submissão. A injúria e o crime são iguais, seja cometido pelo usuário de uma coroa ou por algum pequeno vilão. " Assim, de acordo com Locke, se um governo actua contra o direito de propriedade de um cidadão, esse cidadão pode exercer o seu direito de revolução contra esse governo. Locke baseou-se na história do Antigo Testamento sobre a rebelião de Ezequias contra o rei da Assíria para defender que Deus apoiava qualquer povo que se rebelasse contra o governo injusto, dizendo que "é claro que se livrar de um poder que a força, e não o direito, estabeleceu sobre qualquer um, embora tenha o nome de rebelião, ainda assim não é ofensa diante de Deus, mas aquilo que Ele permite e tolera”.
Tal como Tomás de Aquino, Locke acreditava que os indivíduos verdadeiramente sediciosos ou rebeldes não são aqueles que alteram o legislativo para garantir o bem-estar público, mas os déspotas que violaram o bem-estar público em primeiro lugar com as suas leis ilegítimas: "Pois quando os homens, ao entrarem na sociedade e governo civil, excluíram a força e introduziram leis para a preservação da propriedade, da paz e da unidade entre si, aqueles que estabelecem a força novamente em oposição à lei, rebelam-se - isto é, trazem de volta o estado de guerra, e são propriamente rebeldes". Também como Tomás de Aquino, Locke considerava justo que um súdito desobedecesse a qualquer governante que ampliasse demais seu poder político. Em Uma Carta sobre a Tolerância, ele argumentou que "se a lei, de fato, diz respeito a coisas que não estão sob a alçada da autoridade do magistrado, ... os homens não são, nestes casos, obrigados por essa lei, contra as suas consciências." No entanto, Locke não foi apenas um defensor do combate à tirania através da desobediência civil a leis injustas. Ele também sugeriu o uso da insurreição violenta em situações em que um centro de poder ilegítimo, como um executivo desonesto, tenha usado a força para subjugar o poder supremo no país, ou seja, o legislativo:

Por ter erigido um legislativo com o intuito de que [o povo] exerça o poder de fazer leis, ... quando for impedido por qualquer força daquilo que é tão necessário à sociedade, e onde consiste a segurança e preservação do povo , o povo tem o direito de removê-lo pela força. Em todos os estados e condições, o verdadeiro remédio para a força sem autoridade é opor-lhe a força.

#### Jean-Jacques Rousseau

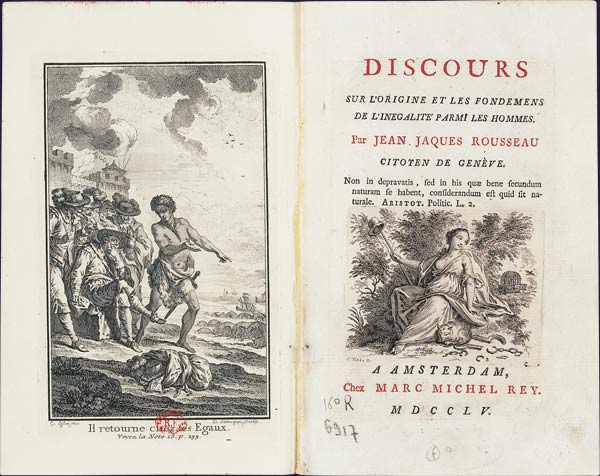
O Discurso sobre a Desigualdade de Rousseau argumenta a favor do direito de revolução contra os déspotas.

Mais tarde, Jean-Jacques Rousseau concordaria com o ponto de vista de Locke sobre a força, afirmando em sua obra Sobre a Origem da Desigualdade que:

O contrato de governo é tão completamente dissolvido pelo despotismo que o déspota só é senhor enquanto permanecer o mais forte; assim que puder ser expulso, ele não terá o direito de reclamar de violência. A insurreição popular que termina com a morte ou deposição de um sultão é um ato tão lícito quanto aqueles pelos quais ele dispôs, no dia anterior, da vida e da fortuna de seus súditos. Ele foi mantido apenas pela força, é somente a força que o derruba.

#### Immanuel Kant

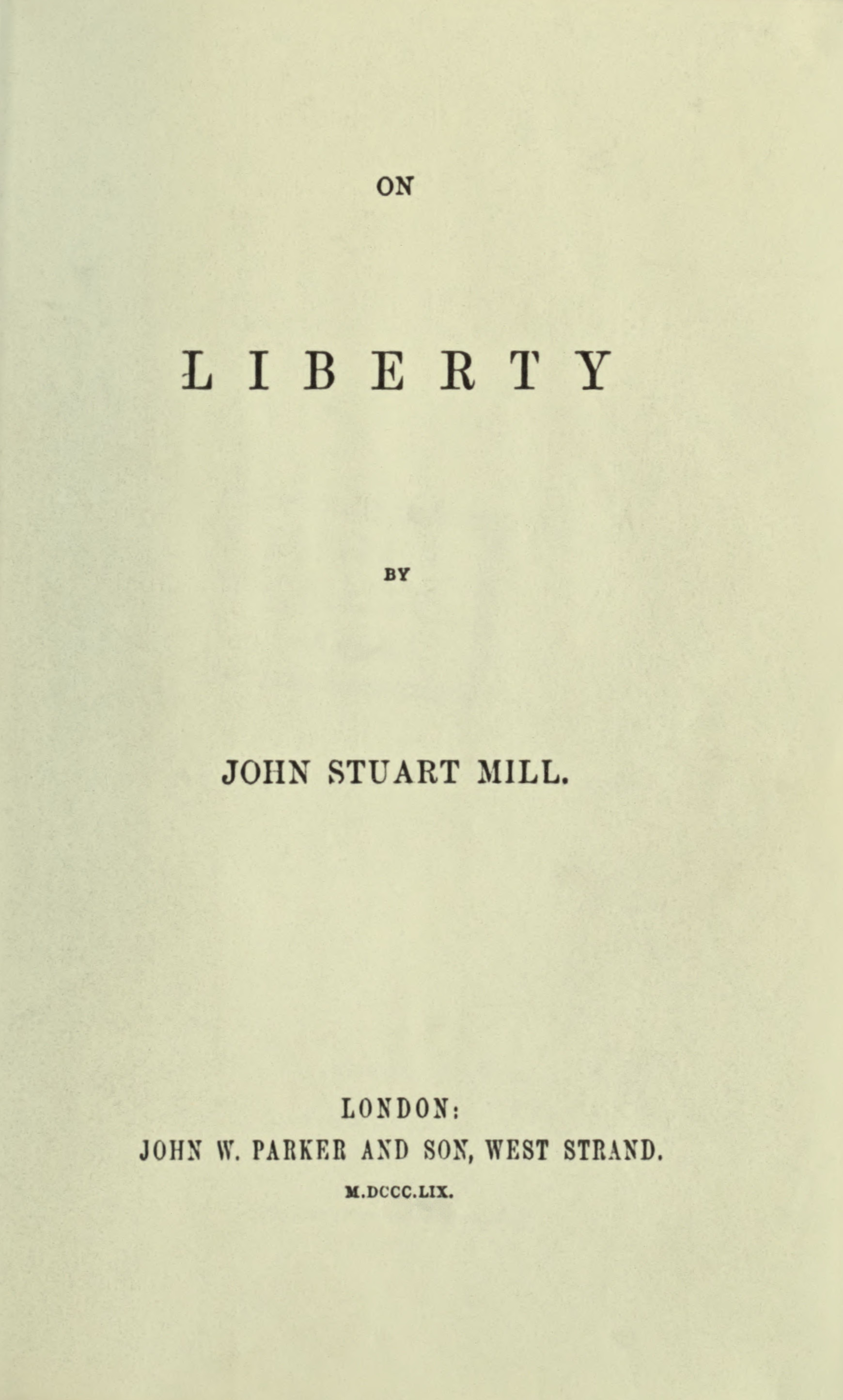
John Stuart Mill foi um defensor do direito à revolução em nome da liberdade.

Nem todos os pensadores do Iluminismo apoiaram o princípio da rebelião. Immanuel Kant teria discordado fortemente de Locke e Rousseau no que diz respeito à noção de haver qualquer princípio geral de direito à revolução. Ele acreditava que "se o governante ou regente, como órgão do poder supremo, procede em violação das leis, como na imposição de impostos, no recrutamento de soldados, e assim por diante, contrariando a lei da igualdade na distribuição dos encargos políticos , o sujeito pode opor queixas e objeções (gravamina) a essa injustiça, mas não resistência ativa.” Ele reafirma isso repetidamente em A Metafísica da Moral, afirmando que "não há direito de sedição, e menos ainda de revolução", a razão é que "é somente pela submissão à vontade legislativa universal, que uma condição de lei e ordem é possível." Além disso, Kant acreditava que qualquer "compulsão forçada [do destronamento de um monarca], por parte do povo, não pode ser justificada sob o pretexto de um direito de necessidade (casus necessitatis)".

#### John Stuart Mill
John Stuart Mill acreditava numa forma moralmente justificável de direito à revolução contra a tirania, colocando-o firmemente na tradição de Tomás de Aquino, Locke e Rousseau. Em sua introdução a On Liberty, ele fez um relato da limitação histórica do poder real pela multidão, um conflito que chamou de "liberdade". Este progresso foi procurado "através da obtenção do reconhecimento de certas imunidades, chamadas liberdades ou direitos políticos, que deveriam ser considerados como uma violação do dever do governante infringir, e que se ele infringisse, resistência específica, ou rebelião geral, foi considerado justificável". Sobre a questão do tiranicídio, Mill defendeu firmemente a virtude do “ato de um cidadão privado ao atacar um criminoso que, ao se elevar acima da lei, se colocou fora do alcance da punição ou controle legal, [já que] foi considerado por nações inteiras, e por alguns dos melhores e mais sábios homens, não um crime, mas um ato de virtude exaltada".

#### Samuel Johnson

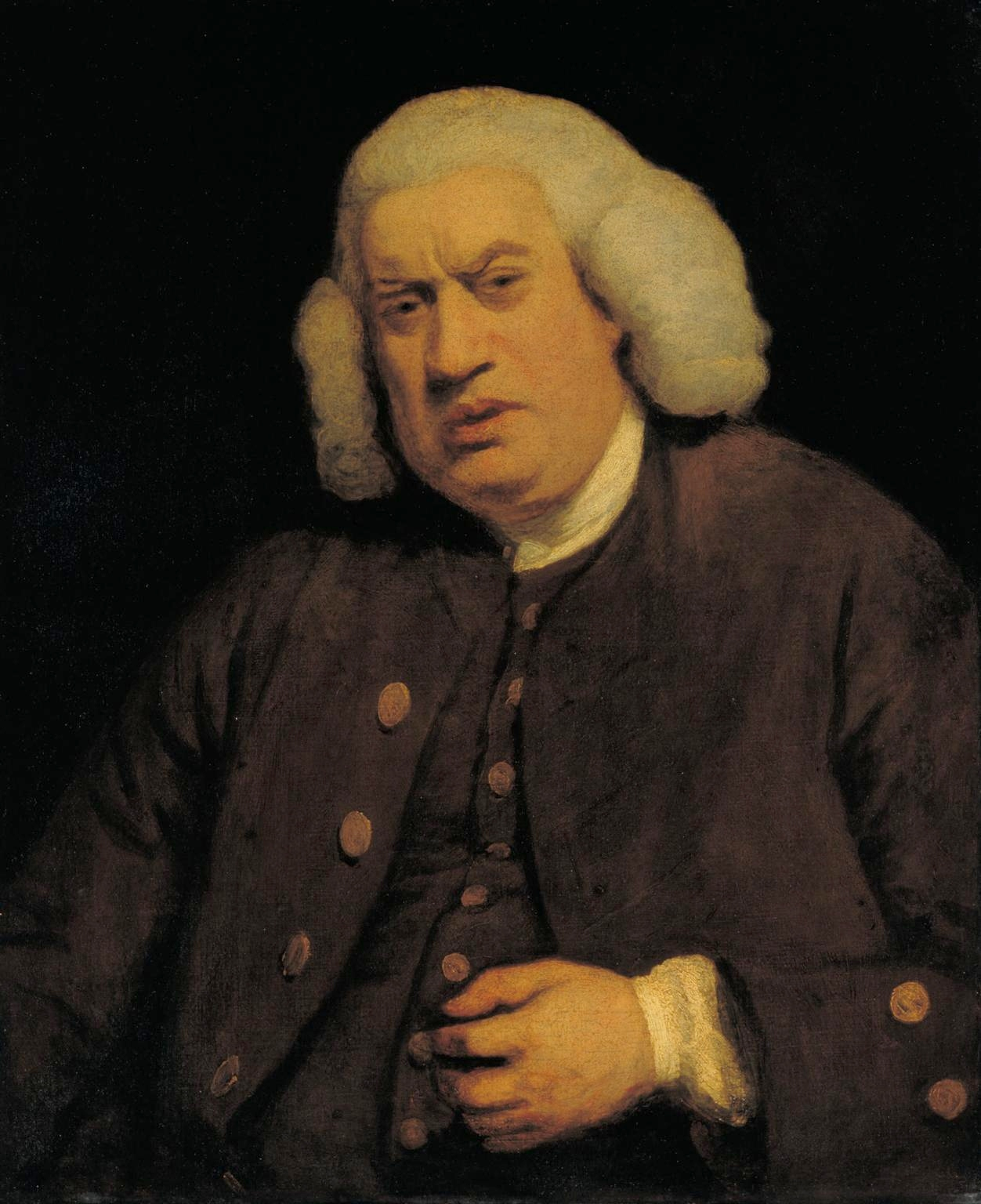
Samuel Johnson viu as justificativas para o direito de se rebelar contra a tirania.

O biógrafo escocês James Boswell observou o ataque do crítico literário Samuel Johnson à suposição generalizada de que "o rei não pode fazer nada de errado":[carece de fontes?]

Se o abuso for enorme, a Natureza levantar-se-á e, reivindicando os seus direitos originais, derrubará um sistema político corrupto.[carece de fontes?]
Boswell enfatizou esta frase "com prazer peculiar, como um nobre exemplo daquele espírito de liberdade verdadeiramente digno que sempre brilhou em seu coração". Johnson parecia acreditar que alguma forma de direito à revolução era inerente à lei natural. Ele considerou "que nenhum poder governamental pode ser abusado por muito tempo. A humanidade não suportará isso. Se um soberano oprimir seu povo em grande medida, eles se levantarão e cortarão sua cabeça. Existe um remédio na natureza humana contra a tirania, que nos manterá seguros sob todas as formas de governo. Se o povo da França não se considerasse honrado por participar das ações brilhantes de Luís XIV, eles não o teriam suportado; e podemos dizer o mesmo do povo do rei da Prússia. "

### Uso na história
Os movimentos revolucionários posteriores a este recorreram todos à teoria de Locke como justificação para o exercício do direito à revolução.[carece de fontes?]

#### Revolução Gloriosa

A tomada da Bastilha em 14 de Julho de 1789 passou a simbolizar a Revolução Francesa, quando um povo se levantou para exercer o seu direito à revolução.

Durante a Revolução Gloriosa de 1688, o Parlamento da Inglaterra depôs efetivamente Jaime II da Inglaterra e substituiu-o por Guilherme III de Orange-Nassau, devido às inclinações inaceitáveis do primeiro para o absolutismo e o catolicismo. Embora o tratado de Locke tenha sido publicado no ano seguinte, suas ideias já eram amplamente correntes no sistema político inglês da época. Embora Locke afirmasse que o propósito de seu livro era justificar a ascensão de Guilherme III ao trono, argumentou-se que a maior parte da escrita foi concluída entre 1679 e 1680 durante a Crise de Exclusão, que tentou impedir Jaime II de assumir o trono. em primeiro lugar. Anthony Ashley-Cooper, primeiro conde de Shaftesbury, mentor, patrono e amigo de Locke, apresentou o projeto, mas acabou sem sucesso. Alternativamente, o trabalho está melhor associado às conspirações revolucionárias que giraram em torno do que viria a ser conhecido como Conspiração da Casa de Rye.

#### Revolução Americana
O direito à revolução desempenhou um papel importante nos escritos dos revolucionários americanos no período que antecedeu a Revolução Americana. O tratado político Common Sense, de Thomas Paine, usou o conceito como um argumento para a rejeição da monarquia britânica e a separação do Império Britânico, em oposição ao mero autogoverno dentro dele. O direito também foi citado na Declaração de Independência dos Estados Unidos, escrita por Thomas Jefferson, dois terços da qual consiste em uma lista dos erros cometidos pelo rei George III que violaram o direito natural do colono à vida, à liberdade e à propriedade. De acordo com a declaração:

Sempre que qualquer forma de governo se tornar destrutiva para esses fins, é direito do povo alterá-la ou aboli-la, e instituir um novo governo, assentando as suas bases em tais princípios, e organizando os seus poderes de tal forma, como para eles. parecerá mais provável que afete sua segurança e felicidade.
No entanto, a Revolução mudou de rumo para estabelecer certos limites ao direito de rebelião. No Federalista nº 28, Alexander Hamilton defendeu com sucesso um exército federal permanente, em oposição ao princípio de Locke de que um governo republicano governa não pela violência, mas pela lei. Hamilton pensou:

Que as sedições e as insurreições são, infelizmente, doenças tão inseparáveis do corpo político como os tumores e as erupções do corpo natural; que a ideia de governar tudo, em todos os momentos, pela simples força da lei (que nos disseram ser o único princípio admissível do governo republicano) só tem lugar nos devaneios daqueles médicos políticos cuja sagacidade desdenha as advertências da instrução experimental.
Simplificando: “Uma insurreição, qualquer que seja a sua causa imediata, eventualmente põe em perigo todo o governo”. No entanto, Hamilton salientou que a vasta geografia dos Estados Unidos significava que um exército federal não poderia fornecer uma limitação absoluta ao direito à revolução, uma vez que, "Se o exército federal fosse capaz de reprimir a resistência de um Estado, o distante Os Estados teriam o poder de enfrentar novas forças."

#### A Revolução Francesa
O direito à revolução também foi incluído no prefácio de 1793 à Constituição Francesa de 1793 durante a Revolução Francesa. Este prefácio de 24 de junho de 1793 continha uma declaração dos direitos do homem e do cidadão, incluindo o direito à rebelião no §35: "Quando o governo viola os direitos do povo, a insurreição é para o povo, e para cada parte dele, o mais sagrado de direitos e o mais indispensável dos deveres”.

#### Guerra civil Americana
O direito inerente (e não constitucional) à revolta foi citado no ano anterior ao início da guerra civil como justificativa para a secessão dos Estados Confederados da América.

## Natureza do direito

### Direito individual e coletivo
Embora algumas explicações do direito de revolução deixem aberta a possibilidade do seu exercício como um direito individual, ele foi claramente entendido como um direito colectivo segundo a teoria constitucional e política inglesa. Como Pauline Maier observou no seu estudo Da Resistência à Revolução, “indivíduos privados foram proibidos de usar a força contra os seus governantes, quer por maldade, quer por causa de lesões privadas”. Em vez disso, "não apenas alguns indivíduos, mas o 'Corpo do Povo' teve que se sentir preocupado" antes que o direito à revolução fosse justificado e com a maioria dos escritores falando de um "'povo inteiro que é o Público', ou o corpo de as pessoas agindo em sua 'Autoridade pública', indicando um amplo consenso envolvendo todas as camadas da sociedade”. No segundo de seus Dois Tratados de Governo, John Locke cita o jurista William Barclay como afirmando: "Que determinados homens estão autorizados... a não ter outro remédio senão a paciência; mas o corpo do povo pode, com respeito, resistir a intoleráveis tirania, pois quando é moderada, eles devem suportá-la."

### Direito e dever
Alguns filósofos argumentam que não é apenas direito de um povo derrubar um governo opressor, mas também é seu dever fazê-lo. Howard Evans Kiefer opina: “Parece-me que o dever de rebelar-se é muito mais compreensível do que o direito de rebelar-se, porque o direito de rebelar-se arruína a ordem do poder, enquanto o dever de rebelar-se vai além e a quebra”. Morton White escreve sobre os revolucionários americanos: “É extremamente importante enfatizar a noção de que eles tinham o dever de se rebelar, pois mostra que eles pensavam que estavam cumprindo os mandamentos da lei natural e do Deus da natureza quando se livraram do despotismo absoluto. " A Declaração de Independência dos EUA afirma que "quando uma longa série de abusos e usurpações, perseguindo invariavelmente o mesmo objetivo, evidencia um desígnio de reduzi-los ao despotismo absoluto, é seu direito, é seu dever, livrar-se de tal governo" (ênfase adicionado). A frase "longa sequência de abusos" é uma referência à declaração semelhante de John Locke no Segundo Tratado de Governo, onde ele estabeleceu explicitamente a derrubada de um tirano como uma obrigação. Martin Luther King Jr. também afirmou que é dever do povo resistir às leis injustas.[carece de fontes?]

## Pré-condições

### No discurso filosófico
Certas teorias do direito à revolução impõem condições prévias significativas ao seu exercício, limitando por vezes a sua invocação às circunstâncias mais terríveis. Aristóteles insistiu que "homens de posição" que "se destacam na virtude têm o maior direito de todos de se rebelar".  Embora Platão argumentasse que um dissidente deveria criticar abertamente as políticas de sua nação, "desde que suas palavras não sejam susceptíveis de cair em ouvidos surdos ou de levar à perda de sua própria vida", ele também estipulou contra a insurreição violenta aparentemente necessária: "forçar contra a sua terra natal, ele não deveria usá-la para provocar uma mudança na constituição, quando não é possível introduzir a melhor constituição sem levar os homens ao exílio ou matá-los”. Os pensadores enfatizam frequentemente a grande responsabilidade que existe na conquista do direito à revolução. Tomás de Aquino acreditava que os aspirantes a revolucionários não tinham o direito de se rebelar contra um tirano se "o governo do tirano fosse perturbado de forma tão desordenada que seus súditos sofressem maiores danos com a perturbação consequente do que com o governo do tirano". Michel de Montaigne foi igualmente cauteloso, alertando que "para estabelecer um regime melhor em vez daquele que um homem derrubou, muitos dos que o tentaram fracassaram". Até a Declaração de Independência Americana admite que “a prudência, de facto, ditará que os governos há muito estabelecidos não devem ser mudados por causas leves e transitórias”.
No Leviatã, Thomas Hobbes argumentou que, uma vez que consentiram em investir ao seu soberano o direito de governar, os súditos monárquicos só podem mudar de governante com a permissão do soberano original. Ele afirma que "aqueles que estão sujeitos a um monarca não podem, sem sua permissão, abandonar a monarquia e retornar à confusão de uma multidão desunida; nem transferir sua pessoa daquele que a carrega para outro homem, ou outra assembléia de homens". Em outro lugar ele enfatiza este ponto dizendo que “os comandos daqueles que têm o direito de comandar não devem ser censurados nem contestados por seus súditos”. John Locke acreditava na pré-condição de que o direito à insurreição violenta só poderia ser mantido por aqueles que desafiavam a tirania, estipulando "que a força não deve se opor a nada além da força injusta e ilegal". O direito de revolução apenas deu ao povo o direito de se rebelar contra um governo injusto, e não contra qualquer regra: "quem quer que seja, seja governante ou súdito, pela força invade os direitos do príncipe ou do povo, e estabelece as bases para derrubar a constituição e enquadramento de qualquer governo justo, ele é culpado do maior crime de que penso que um homem é capaz".
Em Dois Tratados de Governo, Locke discute as noções do filósofo pró-monarquia William Barclay sobre as pré-condições para o direito de revolução contra um monarca: "Primeiro. Ele diz que deve ser com reverência. Em segundo lugar. Deve ser sem retribuição ou punição; e a razão que ele dá é, 'porque um inferior não pode punir um superior'." Locke discordou de ambas as condições prévias, explicando que é impossível atacar qualquer oposição “com reverência” e que um opressor perde a sua superioridade por ser um opressor. Em outro lugar, Barclay insiste que um rei deve ser destronado como uma pré-condição para o direito de revolução contra uma monarquia: "O povo, portanto, nunca poderá obter um poder sobre ele, a menos que ele faça algo que o faça deixar de ser um rei", o que só pode acontecer se o rei tentar derrubar o seu reino ou tornar o seu governo dependente da força fornecida por outro país. Em seu tratado Política, Aristóteles desaprova a disposição da constituição cretense para o direito aristocrático de revolução contra os Cosmi, os dez magistrados mais importantes do país: "O pior de tudo é a suspensão do cargo de Cosmi, um dispositivo ao qual os nobres muitas vezes recorrem quando não se submetem à justiça." Para Aristóteles, isto é evidência de interferência oligárquica codificada num governo republicano supostamente constitucional. Contrariamente a esta opinião, o pensador iluminista francês Montesquieu acreditava que esta instituição impediu com sucesso o abuso de poder, graças à pré-condição existente de um poderoso patriotismo sentido pelos cretenses em relação à sua ilha.

### Durante a revolução americana

A apresentação do projecto da Declaração de Independência na Declaração de Independência de John Trumbull retrata outra idealização do exercício do direito de revolução.

No contexto revolucionário americano, encontram-se expressões do direito à revolução tanto sujeito a pré-condições como irrestrito por condições. Nas vésperas da Revolução Americana, por exemplo, os americanos consideraram que a sua situação justificava o exercício do direito à revolução. Alexander Hamilton justificou a resistência americana como uma expressão da "lei da natureza" que corrige as violações dos "primeiros princípios da sociedade civil" e as invasões dos "direitos de todo um povo". Para Thomas Jefferson, a Declaração foi o último esforço de um povo oprimido - a posição em que muitos americanos se viam em 1776. A litania de queixas coloniais de Jefferson foi um esforço para estabelecer que os americanos cumpriam o seu encargo de exercer o direito natural de revolução.
Certos estudiosos, como o historiador jurídico Christian Fritz, escreveram que, com o fim da Revolução, os americanos não renunciaram ao direito à revolução. Na verdade, eles codificaram-no nas suas novas constituições  e ainda hoje 35 constituições de estados americanos têm disposições iguais ou semelhantes sobre o direito à revolução como no preâmbulo da Declaração de Independência Americana.  Por exemplo, as constituições consideradas "conservadoras", como as do Massachusetts pós-revolucionário em 1780, preservaram o direito do povo de "reformar, alterar ou mudar totalmente" o governo, não apenas para sua proteção ou segurança, mas também sempre que sua "prosperidade e a felicidade exige isso". Esta expressão não era incomum nas primeiras constituições americanas. A constituição de Connecticut de 1818 articulou o direito do povo "em todos os momentos" de alterar o governo "da maneira que considerarem conveniente".
Fritz, em American Sovereigns: The People and America's Constitutional Tradition Before the Civil War, descreve uma dualidade nas visões americanas sobre as pré-condições para o direito à revolução: "Algumas das primeiras constituições estaduais incluíam disposições de 'alterar ou abolir' que refletiam o direito tradicional da revolução", na medida em que exigiam condições prévias extremas para o seu exercício. A constituição de 1776 de Maryland e a constituição de 1784 de New Hampshire exigiam a perversão dos fins do governo e o perigo da liberdade pública e que todos os outros meios de reparação fossem inúteis. Mas, em contraste, outros Estados dispensaram as onerosas condições prévias para o exercício do direito. Na constituição da Virgínia de 1776, o direito surgiria simplesmente se o governo fosse "inadequado" e a constituição da Pensilvânia de 1776 exigia apenas que o povo considerasse uma mudança "mais propícia" ao bem-estar público.

## Direito natural ou direito positivo
As descrições do Direito de Revolução também diferem quanto ao fato de esse direito ser considerado uma lei natural (uma lei cujo conteúdo é definido pela natureza e que, portanto, tem validade em todos os lugares) ou uma lei positiva (lei promulgada ou adotada pela autoridade adequada para governar o estado). Um exemplo da dupla natureza do direito à revolução, tanto como direito natural como como direito positivo, encontra-se no contexto revolucionário americano. Embora a Declaração de Independência Americana invocasse o direito natural à revolução, a lei natural não era a única justificativa para a independência americana. A doutrina constitucional inglesa também apoiou as ações dos colonos, pelo menos até certo ponto. Na década de 1760, a lei inglesa reconheceu o que os Comentários sobre as Leis da Inglaterra de William Blackstone chamavam de "a lei de reparação contra a opressão pública". Tal como o direito de revolução da lei natural, esta lei constitucional de reparação justificava a resistência do povo ao soberano. Esta lei de reparação surgiu de um contrato entre o povo e o rei para preservar o bem-estar público. Este contrato original foi "um dogma central no direito constitucional inglês e britânico" desde "tempos imemoriais". A longa lista de queixas da Declaração declarava que este acordo tinha sido violado.
Esta lei de reparação bem aceite justificou a resistência de um povo a actos inconstitucionais de governo. A liberdade dependia do direito “último” do povo de resistir. Comandos inconstitucionais que violam o “pacto voluntário entre governantes e governados” poderiam ser “ignorados” e comandos arbitrários combatidos com força. Este direito implicava um dever por parte do povo de resistir a atos inconstitucionais. Como observou Alexander Hamilton em 1775, o governo exerceu poderes para proteger "os direitos absolutos" do povo e o governo perdeu esses poderes e o povo poderia recuperá-los se o governo violasse este contrato constitucional.
A lei da reparação tinha limites como o direito de revolução sob a lei natural. A lei de reparação, tal como o direito de revolução, não era um direito individual. Pertencia à comunidade como um todo, como uma das partes do contrato constitucional original. Não foi um meio de primeiro recurso ou resposta a erros triviais ou casuais do governo.  Os Comentários de Blackstone sugeriram que usar a lei de reparação seria "extraordinário", por exemplo, aplicável se o rei quebrasse o contrato original, violasse "as leis fundamentais" ou abandonasse o reino. Durante a crise da Lei do Selo da década de 1760, o Congresso Provincial de Massachusetts considerou a resistência ao rei justificada se a liberdade fosse atacada pela "mão da opressão" e pelos "pés impiedosos da tirania". Uma década mais tarde, a "acusação" de Jorge III na Declaração da Independência pretendia pôr fim ao seu reinado soberano sobre as colónias porque ele violou o contrato constitucional original.
Conforme explicado na descrição do historiador jurídico Christian Fritz sobre o papel do direito de revolução na Revolução Americana, a independência americana foi justificada por teorias convencionais sob o pensamento constitucional anglo-americano da época sobre o direito coletivo do povo de rejeitar um rei arbitrário. “Tanto a lei natural como a doutrina constitucional inglesa deram aos colonos o direito de se revoltarem contra a opressão do soberano.” Mas estes entendimentos sobre o direito à revolução nas vésperas da Revolução Americana baseavam-se num modelo tradicional de governo. Esse modelo postulava a existência de uma hipotética barganha firmada nas brumas da antiguidade entre um rei e um povo. "Nesta barganha, o povo foi protegido pelo monarca em troca da lealdade do povo ao rei. Esta foi uma relação contratual. Os revolucionários americanos acusaram George III de violar seu dever implícito de proteção sob aquele contrato, libertando assim o povo no colônias de sua lealdade. A violação do contrato hipotético por parte do soberano deu origem ao direito de revolução dos súditos - baseado tanto na lei natural quanto na doutrina constitucional inglesa."

### Exemplos como direito positivo
Embora muitas declarações de independência procurem legitimidade apelando ao direito de revolução, muito menos constituições mencionam este direito ou garantem este direito aos cidadãos devido ao efeito desestabilizador que tal garantia provavelmente produziria. Entre os exemplos de articulação do direito de revolução como direito positivo incluem-se: 
- Os szlachta, nobres da Comunidade Polaco-Lituana, mantiveram o direito de rebelião, conhecido como rokosz.[carece de fontes?]
- A constituição de New Hampshire garante aos seus cidadãos o direito de reformar o governo, no Artigo 10 da Declaração de Direitos da constituição de New Hampshire: "Sempre que os fins do governo forem pervertidos e a liberdade pública manifestamente ameaçada, e todos os outros meios de reparação forem ineficazes, o povo pode, e por direito deve, reformar o antigo governo ou estabelecer um novo governo. A doutrina da não resistência contra o poder arbitrário e a opressão é absurda, servil e destrutiva do bem e da felicidade da humanidade".[65]
- A constituição do Kentucky garante o direito de alterar, reformar ou abolir o seu governo na Declaração de Direitos do Kentucky: "Todo o poder é inerente ao povo, e todos os governos livres são fundados na sua autoridade e instituídos para a sua paz, segurança, felicidade e protecção da propriedade. Para a prossecução destes fins, eles têm sempre o direito inalienável e irrevogável de alterar, reformar ou abolir o seu governo da maneira que considerem adequada."[66]
- Redação semelhante é usada na constituição da Pensilvânia,  nos termos do Artigo 1, Seção 2 da Declaração de Direitos: "Todo o poder é inerente ao povo e todos os governos livres são fundados na sua autoridade e instituídos para a sua paz, segurança e felicidade. Para a prossecução destes fins, eles têm sempre o direito inalienável e irrevogável de alterar, reformar ou abolir o seu governo da maneira que considerem adequada."[67]
- O Artigo I, §1 da constituição do Tennessee declara: "Que todo o poder é inerente ao povo, e todos os governos livres são fundados na sua autoridade e instituídos para a sua paz, segurança e felicidade; para a promoção desses fins, eles têm, em todos os momentos, o direito inalienável e irrevogável de alterar, reformar ou abolir o governo da maneira que considerem adequada".[68]
- A constituição da Carolina do Norte de 21 de novembro de 1789 contém em sua Declaração de Direitos: "3d. Esse Governo deve ser instituído para o benefício comum, proteção e segurança do povo; e que a doutrina da não resistência contra o poder arbitrário e a opressão é absurda, servil e destrutiva para o bem e a felicidade da humanidade."[69]
- A Constituição do Texas contém redação semelhante no Artigo 1, Seção 2: " Todo o poder político é inerente ao povo, e todos os governos livres são fundados na sua autoridade e instituídos em seu benefício. A fé do povo do Texas está comprometida com a preservação de uma forma republicana de governo e, sujeito apenas a esta limitação, eles têm sempre o direito inalienável de alterar, reformar ou abolir o seu governo da maneira que possam pensar."[70]
- A Lei Básica de 1949 para a República Federal da Alemanha, a constituição federal, contém cláusulas arraigadas e não alteráveis que protegem os direitos humanos e naturais, bem como uma cláusula no seu Artigo 20 (desde 1968) que reconhece o direito do povo de resistir tirania inconstitucional, se todas as outras medidas falharam: "Todos os alemães terão o direito de resistir a qualquer pessoa que pretenda abolir esta ordem constitucional, se nenhum outro recurso estiver disponível."[71]
- Todas as constituições gregas desde a Revolução Grega incluíram o direito de resistência no seu artigo final. A atual Constituição grega afirma no Artigo 120: "A observância da Constituição é confiada ao patriotismo dos gregos, que terão o direito e o dever de resistir por todos os meios possíveis contra qualquer pessoa que tente a abolição violenta da Constituição."[72]
- A Carta dos Direitos e Liberdades Fundamentais, parte dos sistemas constitucionais da República Checa e da República Eslovaca, afirma no Artigo 23: "Os cidadãos têm o direito de resistir a qualquer pessoa que queira acabar com a ordem democrática dos direitos humanos e das liberdades fundamentais, estabelecida por esta Carta, se a atuação dos órgãos constitucionais ou o uso efetivo dos meios legais tiverem sido frustrados".[73]
- Este direito é inferido no terceiro parágrafo do preâmbulo da Declaração Universal dos Direitos Humanos, que afirma: "Considerando que é essencial, para que o homem não seja obrigado a recorrer, como último recurso, à rebelião contra a tirania e a opressão, que os direitos humanos sejam protegidos pelo Estado de direito."[74]

O prefácio da Constituição Francesa de 1793 é uma "Declaração dos Direitos do Homem e do Cidadão" com várias disposições do direito de revolução que declararam em:
Artigo 11: Qualquer ato dirigido contra uma pessoa, fora dos casos e sem as formas determinadas pela lei, é arbitrário e tirânico; se se tentar executar tal ato pela força, a pessoa que for objeto dele terá o direito de resistir pela força.
Artigo 12: Aqueles que incitam, enviam, assinam ou executam atos arbitrários, ou fazem com que sejam executados, são culpados e devem ser punidos.
Artigo 27: Que qualquer indivíduo que queira usurpar a soberania seja morto instantaneamente por homens livres.

Artigos 33–35: A resistência à opressão é a consequência dos outros direitos do homem. Há opressão contra o corpo social quando um único dos seus membros é oprimido. Há opressão contra todos os membros quando o corpo social é oprimido. Quando o governo viola os direitos do povo, a insurreição é para o povo, e para cada parte dele, o mais sagrado dos direitos e o mais indispensável dos deveres.

## Importância atual
Alguns argumentaram que, como nos tempos modernos os governos democráticos podem ser derrubados pelo voto popular, o direito do povo de destituir o governo tornou-se incorporado no sistema político. Num estudo sobre a ideia de governo do povo na Revolução Americana e no início da América pós-revolucionária, o historiador jurídico Christian G. Fritz escreve:

A lógica constitucional de reconhecer o povo, e não um rei, como o soberano implicava a irrelevância de um direito de revolução na América. Isto não se desenvolveu de forma instantânea ou uniforme após o estabelecimento dos governos americanos. Algumas das primeiras constituições estaduais incluíam disposições de "alterar ou abolir" que refletiam o direito tradicional de revolução.... Outras constituições estaduais adotaram diferentes versões desse direito de "alterar ou abolir" o governo que não soava como o direito tradicional da revolução. Nestas disposições, a capacidade do povo de rever as constituições existia independentemente das pré-condições tradicionais para o direito à revolução.... Cada vez mais, à medida que os americanos o incluíram nas suas constituições, o direito à revolução passou a ser visto como um direito constitucional. princípio que permite ao povo, como soberano, controlar o governo e rever as suas constituições sem limites. Desta forma, a direita libertou-se das suas amarras tradicionais de resistência à opressão. As disposições de alteração ou abolição poderiam agora ser interpretadas de forma consistente com o princípio constitucional de que na América o soberano era o povo.
Contudo, acontecimentos como a Primavera Árabe fornecem provas de que o período revolucionário da história não terminou necessariamente. Isto levanta a questão da importância do direito à revolução no século XXI. À medida que o terrorismo ganha reconhecimento como crime ao abrigo do direito internacional, o conceito de direito à revolução é visto como um mecanismo legal para distinguir os terroristas dos lutadores pela liberdade.